# Aubert (chanteur des rues)
Pour les articles homonymes, voir Aubert.
Charles-François-Joachim Aubert (2 août 1768, Paris – 7 avril 1850, Paris), parfois appelé Marcellin est un célèbre chanteur des rues de Paris.
Sous le Premier Empire, entre 1800 et 1810, il reçoit la première plaque officielle de chanteur des rues et syndic des chanteurs des rues de Paris. En 1808, il est le premier éditeur français spécialisé dans l'édition de chansons. Le siège de sa maison d'édition est alors situé 7 rue de la Parcheminerie.
En 1822, le préfet de police Delavau, pour pouvoir exercer un certain contrôle sur les chansons politiques, institue le dépôt obligatoire des chansons de la rue et charge Aubert du visa de toutes celles qui lui sont soumises.
Aubert poursuit une carrière durant plusieurs dizaines d'années et devient finalement le doyen des chanteurs des rues de Paris. Au cours de sa carrière, il rencontre Laujon, Désaugiers et Béranger.
Il est très populaire auprès de ses confrères qui le nomment syndic de la communauté des chanteurs des rues de Paris.
Son fils Alexandre Philadelphie Aubert (3 novembre 1805 – 23 mars 1865) a été d'abord son associé, puis son successeur en qualité d'éditeur de chansons et de chanteur des rues.

## Biographie très romancée d'Aubert par Eugène Briffaut (1843)

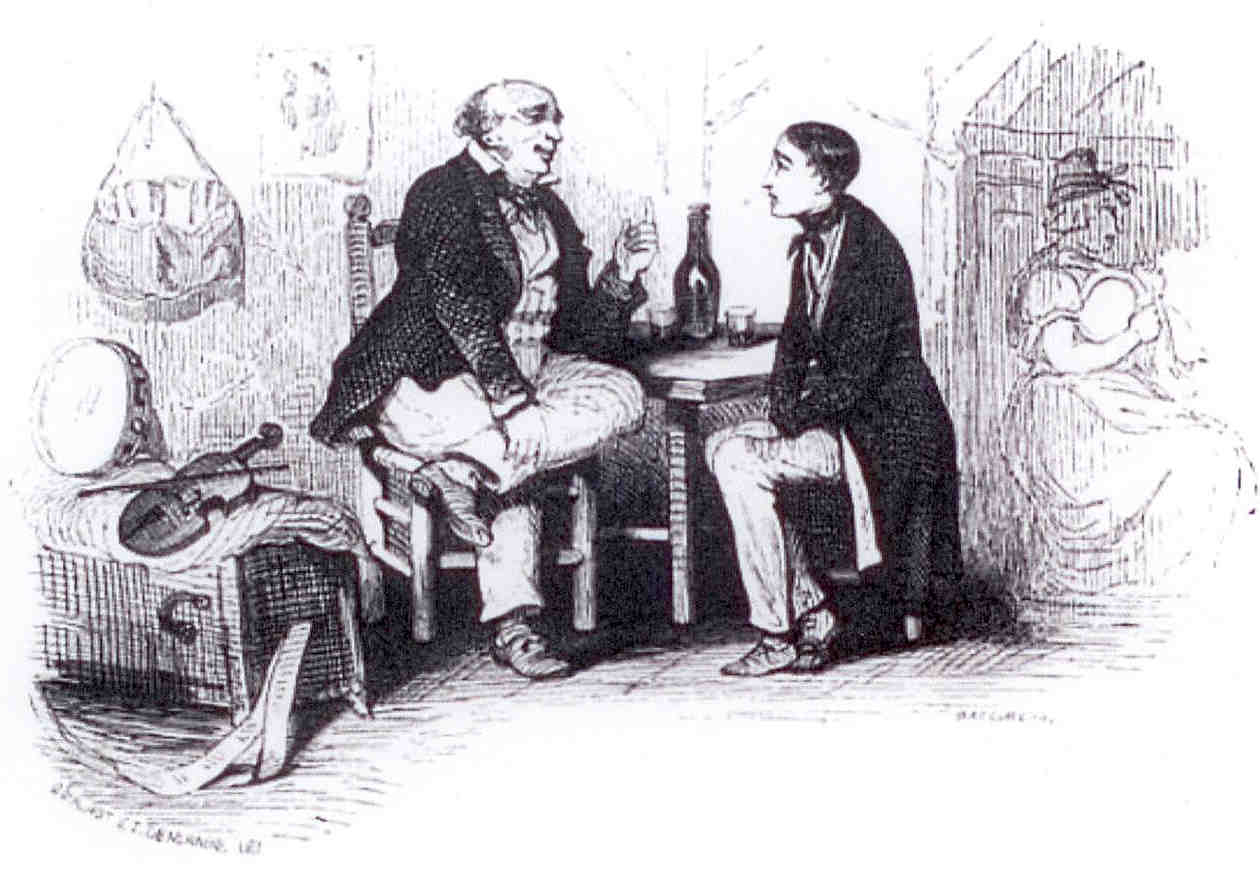
La rencontre du jeune Marcellin avec son bienfaiteur, imaginée par un artiste (gravure de 1845).

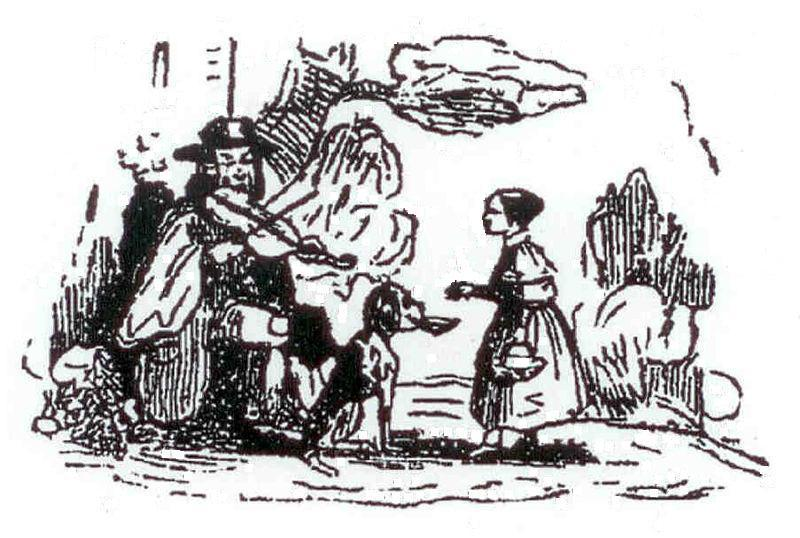
Mendiant violoneux et son chien en 1843.

Eugène Briffaut en 1843 dans un hommage posthume prématuré et très romancé à Aubert raconte sa vie :
Les doyens sont comme les rois, ils ne meurent pas ; leur absence même ne laisse pas de place vacante. Un député auquel le privilège des années décernait, au début de chaque session, les honneurs de la présidence, se hâtait de faire ses adieux à sa famille. On voulait le retenir :
— Non, répondait-il, il faut que je parte.
— Eh ! Pourquoi nous quitter si tôt ? Les premiers travaux de la chambre sont sans importance.
— Mais si je reste avec vous, s'écriait-il à son tour, ils n'auront pas de président d'âge !
Le doyen des chanteurs des rues de Paris est mort il y a quelques années ; c'était le vieux Aubert, si connu et si chéri du peuple. Nous devons toutefois faire des réserves à cet égard ; la mort d'Aubert a été annoncée, et cette nouvelle n'a pas trouvé de contradicteur ; puis, son absence n'a que trop bien confirmé le bruit fatal ; nous n'avons plus revu celui que nous rencontrions à chaque carrefour, avec sa mine épanouie et ses gais refrains. Oh ! Par pitié, un démenti, s'il vous plaît !
Sans doute, il a eu un successeur ; mais certainement il n'a pas été remplacé.
Il y a un peu plus de soixante ans, les habitués de la paroisse de Saint-Méderic remarquaient au lutrin, dans le chœur et dans toutes les solennités religieuses, un bel enfant, rond, bouffi, ventru, rose, blond et rebondi comme les chérubins dont les têtes ailées voltigeaient à sa voûte ; c'était Marcellin, le fils du serpent, pour lequel la plus jeune des loueuses de chaises avait la plus vive tendresse. Marcellin avait été élevé à l'église, il pouvait même croire qu'il y était né, et, comme Joas, il eût répondu à ceux qui l'eussent interrogé sur le lieu de sa naissance et de son éducation :
et si on eût ajouté :
il aurait dit encore :
Quelquefois à l'autel

Je présente au grand prêtre ou l'encens ou le sel ;

J'entends chanter de Dieu les grandeurs infinies,

Je vois l'ordre pompeux de ses cérémonies.
Le chœur avait toutes les prédilections de l'heureux enfant ; pour le chœur il délaissait tous les jeux de son âge ; la maitrise n'avait pas de disciple plus fervent. Marcellin faisait des merveilles : sa voix avait les qualités fraiches et suaves du timbre particulier aux enfants ; mais il joignait à ce soprano éclatant les suaves et graves vibrations de ce registre intermédiaire auquel les musiciens ont donné le nom de baryton. Il fut d'abord placé à la tête des classes de chant, comme modèle, puis il aida le maître dans ses leçons ; enfin il devint chantre, c'était un grand honneur, il n'avait pas quinze ans ; pour tous, il était un objet d'envie et d'admiration.
Il vivait au presbytère, doucement choyé ; il y avait le vivre et le couvert, car le curé l'aimait, le caressait et le soignait comme un directeur de spectacle aime, caresse et soigne son meilleur sujet ; la gouvernante se plaisait à vanter ses grâces d'archange ; à la sacristie il était le favori des bedeaux et des marguilliers ; le linge le plus fin, les ornements les plus somptueux, les rabats les plus blancs, les surplis les mieux plissés et les soutanes du drap le plus moelleux, étaient pour lui ; les dévotes le couvraient de menus présents et le bourraient de friandises. Quelle douce existence ! elle eût rendu jaloux le chantre du Lutrin ! 
La secousse de 89 bouleversa toute cette fortune ; Marcellin fut violemment jeté hors du temple, et, un beau matin, il se trouva sur le pavé ; il avait alors vingt ans.
Un jour, il rêvait tristement aux félicités perdues ; le soir s'approchait, et la nuit ne promettait pas plus de délices que cette longue journée qui s'achevait sans pain ; le pauvre Marcellin, après avoir épuisé toutes ses petites économies, n'avait plus ni toit pour s'abriter, ni croûte à mettre sous la dent. Avec quelle amertume il songeait alors à monsieur le curé, à sa gouvernante, aux bedeaux, aux marguilliers et aux dévotes ! Il rôdait ainsi sur le Pont-Neuf.
Une voix criarde, au son nasillard et soutenue par un violon qui grinçait sous l'archet, frappa son oreille ; il écouta, et, sur l'air d'un cantique à la Vierge qu'il avait chanté bien souvent, il entendit une chanson dont les paroles firent monter la rougeur jusqu'à son front. Cependant, séduit par l'air, il ne put résister au désir de le fredonner si haut, que le chanteur remarqua ce zèle et ne le quitta pas des yeux.
Après la séance, au moment où il venait de débiter ses deux derniers cahiers de quatre sous et de deux sous, le chanteur s'approcha du jeune garçon, et lui dit sans autre précaution :
— Tu meurs de faim ; veux-tu manger?
— Oui !
— Eh bien, viens à la maison, la journée a été bonne, elle est finie, tu souperas avec nous.
Marcellin ne se fit pas répéter deux fois cette invitation ; il suivit le chanteur. On arriva, sans dire une parole, mais en marchant d'un bon pas jusqu'à la place Maubert ; là on prit à gauche, et après avoir fait quelques pas dans une petite rue singulièrement sombre, sale et étroite, on gravit par un escalier rude et périlleux ; au sixième étage une porte s'ouvrit et donna accès dans un de ces asiles du pauvre dont la description semblerait insulter à la souffrance de ceux qui habitaient ce triste réduit. Nous imiterons l'hôte de Marcellin et nous abrégerons le cérémonial de la réception. Le souper fut bon ; c'était une soupe aux choux, et, bien que ce fût un vendredi, Marcellin ne voulut pas s'apercevoir des énormes morceaux de lard qui couvraient son assiette, ou bien ne se pressa-t-il tant de les faire disparaître que pour échapper à l'aspect de cet objet qui contristait ses pensées ? Quoi qu'il en soit, il mangea beaucoup et de grand cœur. Quand la première faim fut apaisée, le chanteur, dont le regard l'avait suivi avec complaisance, lui dit du ton le plus indifférent en apparence :
— Allons, garçon, chante-nous la petite chansonnette ; j'ai chanté toute la journée, maintenant c'est à ton tour.
— Je ne sais que des cantiques.
— Va pour un cantique ! ça me changera.
Marcellin chanta alors de sa plus belle voix un tendre cantique sur l'air : O ma tendre Musette ! qui était alors fort à la mode.
Sa voix avait de ravissantes mélodies.
Le chanteur était dans le ravissement ; il embrassa Marcellin les larmes aux yeux, et lui dit :
— Tu es un vrai rossignol, ma parole d'honneur ; tiens, regarde ma femme et mes enfants, tu les as tous fait pleurer. Écoute, mon garçon, je n'y vais pas par quatre chemins ; tu n'as pas de gîte, reste avec nous ; demain, je te conduirai, tu chanteras avec moi, et nous partagerons la recette ; en attendant, il y a toujours ici pour toi une gamelle et une paillasse. Va te coucher, demain tu me répondras. Bonsoir !
Le lendemain, on fut levé de bonne heure ; avant de s'asseoir près d'une table sur laquelle était déjà placé un déjeuner copieux, composé de charcuterie, Marcellin serra la main du chanteur, et tout fut dit entre ces deux hommes ; ils étaient l'un à l'autre.
L'association lut heureuse; la voix de Marcellin était si jolie et si agréable qu'elle charmait tous les cœurs et déliait toutes les bourses ; il eut bien quelque peine à remplacer ses cantiques par les chansons qui couraient les rues, mais il se prêta à cette nécessité, et il donnait autant de gaieté à ses chants nouveaux qu'il avait autrefois donné d'onction à ses pieuses cantilènes.
Marcellin obtint une vogue immense ; aux promenades, sur les quais, dans les rues, sur les boulevards, il y avait foule autour de lui ; les dames en raffolaient ; on lui faisait de tous côtés des propositions brillantes qui devaient le lancer avec beaucoup d'éclat sur la scène ou dans le monde ; il refusa tout pour ne pas se séparer de son bienfaiteur; et lorsqu'après six ans de cette existence commune la mort brisa les liens qui les unissaient l'un à l'autre, Marcellin ne voulut pas quitter sa condition ; il resta chanteur des rues.
Avec l'âge, sa voix avait pris une étendue et une force surprenantes ; c'était un baryton à désoler les premiers sujets du théâtre. Il excellait surtout dans la romance chevaleresque; personne ne chantait mieux que lui : Vous me quittez pour aller à la gloire, L'astre des nuits, dans son paisible éclat, Je vais partir, Agnès l'ordonne, Partant pour la Syrie, Un jeune troubadour qui chante et fait la guerre. À cette époque les chants populaires faisaient partie des fêtes officielles ; Marcellin chanta pour tous les régimes ; il chanta au Champ de Mars le Çà ira et la Carmagnole ; il chanta la Bourbonnais aux Halles, la Marseillaise aux fêtes de l'Être suprême ; il conduisit des chants de guerriers ; plus tard il chantait :
On dit qu' l'empereur d'Autriche

N'est pas blanc, nous l' savons,

Il a l'air tout godiche

Depuis qu' nous l' savonnons,

Y a de l'oignon,

D' l'oignon, d' l'oignette,

Y a de l'oignon !
Il chanta toutes les victoires et toutes les défaites ; il chanta Vive Henri IV, Charmante Gabrielle et Français, au trône de ses pères. Vive le Roi ! vive la France !
Toutes les chansons grivoises qui pullulaient sous la restauration à chaque coin de rue, il les chanta ; il chanta la Parisienne.
Alors, il s'appelait Aubert, et ce nom il l'avait pris le lendemain de la mort de celui qui l'avait lancé dans Paris chantant ; il fut, d'un commun accord, nommé syndic de la communauté des chanteurs des rues ; il prit un embonpoint colossal; sa large face rayonnait d'allégresse, et sa voix entraînait toujours celle des auditeurs. Du haut de son petit logis de la rue de la Huchette, il édita toutes les chansons que Paris a chantées pendant trente ans ; il était dans la familiarité de tous les poètes de la chanson ; il a touché la main à Laujon, à Désaugiers et à Béranger ; il n'est peut-être pas un poète besogneux qui ne lui ait adressé une œuvre; il la recevait avec une cordialité parfaite, mais il n'avait à leur offrir aucun prix du travail qu'on lui présentait.
Ce qui distinguait surtout Aubert, c'est qu'à l'instar des chanteurs ses prédécesseurs, il illustrait par des commentaires chaque couplet qu'il chantait.
Cet homme excellent, vieux de couplets et d'années, et qui ne paraissait jamais sans le classique tablier vert de velours d'Utrecht, à poche ; cet homme, qui avait chanté pour toutes les gloires, pour tous les désastres, pour toutes les fortunes et pour tous les revers ; cet homme qui avait vu passer dans ses chants toutes les physionomies, tous les événements, tous les portraits et tous les tableaux de la vie parisienne, est perdu pour nous ; et de lui, comme de Judas Machabée, nul ne peut dire comment est tombée cette puissance de la chanson.

## Réponse d'Aubert à sa biographie par Eugène Briffaut
Le texte d'Eugène Briffaut suscite une réponse d'Aubert :
Réponse à un article inseré dans Paris Chantant (10e livraison), qui dit que le père Aubert est mort, bien mort !!! Cette nouvelle est aussi fausse que le nom de Marcellin qu'on lui donne dans cet article.
Aubert (Charles-François-Joachim) est né rue des Vieux Augustins le 2 août 1768, et il est chanteur public depuis l'an VII de la République (1798).

## Aubert et Béranger en 1848

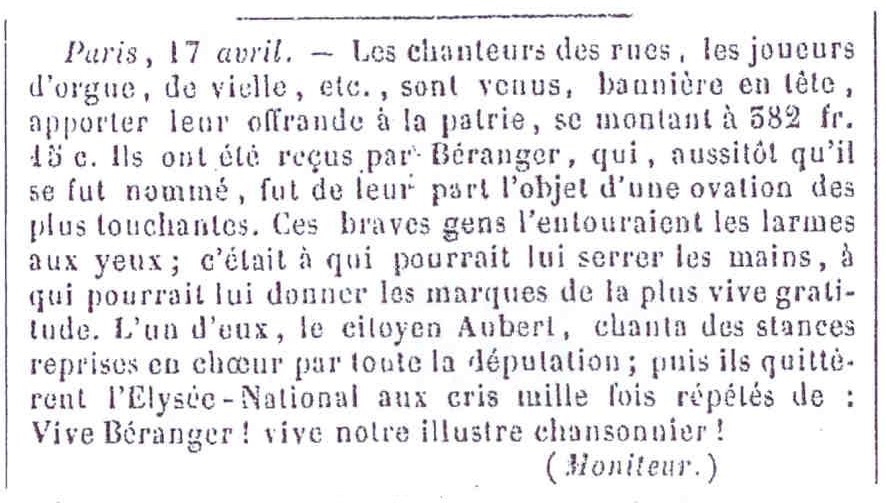
Le Moniteur, 17 avril 1848.

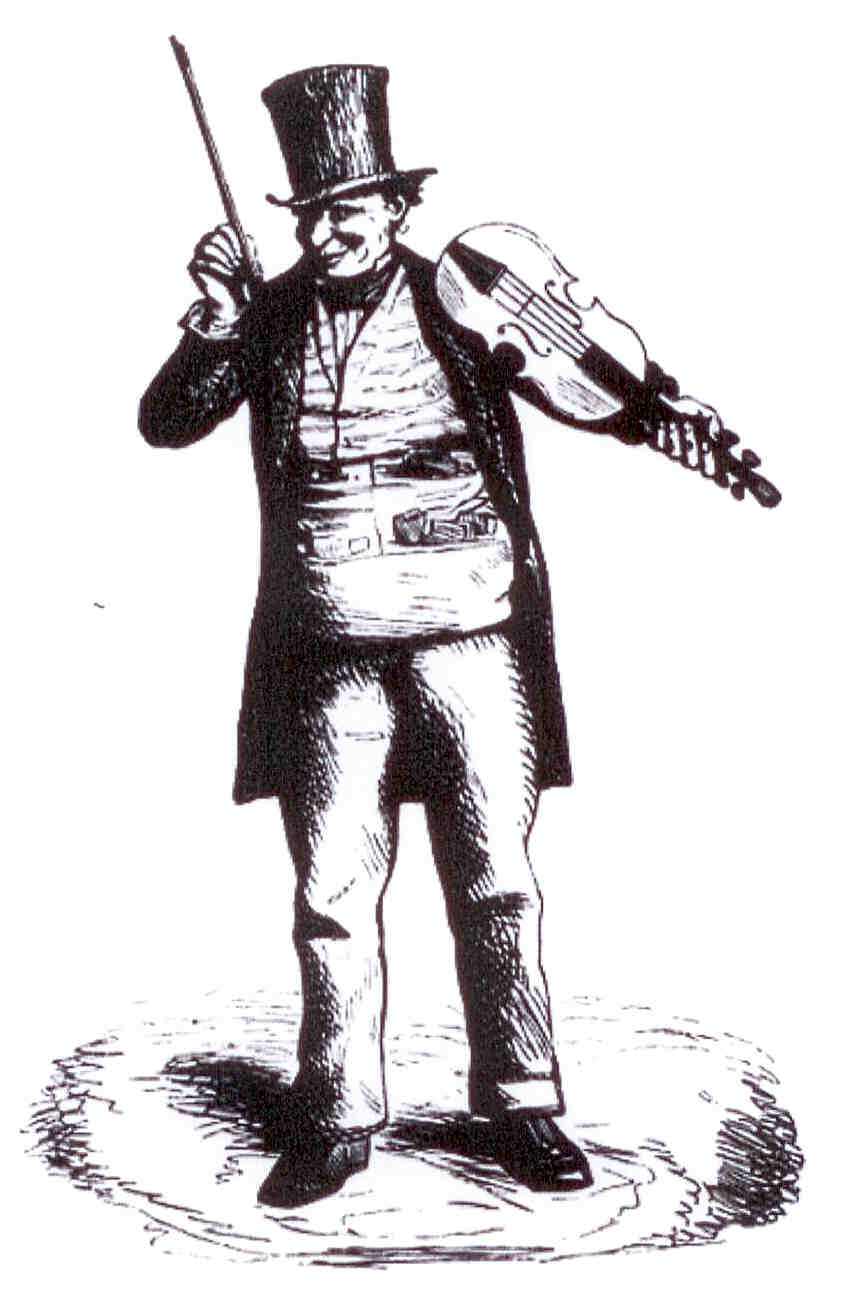
Violoneux chanteur des rues de Paris.

Savinien Lapointe écrit en 1857 :
Parmi les ovations de toutes sortes qu'il reçut en 1848, et dont il était accablé, je pourrais même dire ennuyé, il en est une qui resta toujours dans sa mémoire. Béranger faisait partie, à l'Élysée, de la commission des secours, dignité non lucrative, mais qui convenait à son cœur.
Un matin, à peine était-il arrivé, qu'on vient lui annoncer une ovation nouvelle. Béranger prend de l'humeur… bientôt son cœur s'attendrit : ce sont les chanteurs des rues, joueurs de violon, de vielle, de clarinette et joueurs d'orgue, qui viennent suivis d'enfants, de vieillards infirmes et d'aveugles ; c'est enfin la mendicité chantante et musicienne, les bohémiens, qui viennent saluer le roi de la chanson, et qui se glorifient de l'avoir pour patron. Ils étaient au nombre de huit cents, les malheureux !
Béranger se présente et se mêle à tous ces pauvres gens, qui l'appellent, en faisant éclater des transports d'enthousiasme.
Béranger, la tête nue, le visage rayonnant, le regard paterne, écoute avec attendrissement le discours d'Aubert, le doyen des chanteurs des rues, parlant en leur nom. Le discours fini, les deux vieillards s'embrassent ; mille acclamations remplissent l'Élysée. C'est à qui approchera de Béranger. Il y a parmi eux beaucoup d'aveugles :
« Où donc est M. Béranger ? disaient-ils ; qu'il passe au milieu de nous, que nous le touchions, au moins, nous à qui est refusé le bonheur de le voir ! »
Et ces pauvres gens lui saisissaient les mains au passage ; d'autres baisaient ses vêtements. Après les aveugles, venaient les mères, qui, plaçant leurs enfants devant elles, appelaient sur eux les bénédictions du vieillard :
« Bénissez nos enfants, monsieur Béranger, bénissez-les, ça leur portera bonheur ! » s'écriaient-elles à genoux en joignant les mains, et faisant agenouiller leurs enfants.
«Bonjour, monsieur Béranger ! bonjour, monsieur Béranger ! » s'écriaient les pauvres aveugles en le cherchant des mains ; d'autres, silencieux, laissaient tomber d'abondantes larmes de leurs yeux éteints.
Les aveugles voyaient, les boiteux marchaient, et tous se retirèrent en faisant entendre ce concert d'allégresse : Les gueux, les gueux, sont des gens heureux.
Et le bon Chansonnier, embrassé, touché, sollicité, pressait les aveugles dans ses bras, serrait la main des vieillards, bénissait les enfants, donnant à tous l'allégresse et l'espérance. Voilà de quelle vénération était entourée la réputation de Béranger ! Quand elle se manifeste dans le peuple, cette vénération, ce n'est jamais par des discours, c'est par des cris chaleureux ou des pleurs. La foule, qui n'entend rien à l'art des orateurs, est éloquente à sa manière ; Béranger ne l'a jamais tant compris que ce jour-là. Ce fut un de ses jours de bonheur.

## Continuité de la Maison Aubert
La maison d'édition de Charles Aubert spécialisée en chansons a évolué progressivement vers l'édition de livres et brochures de physique amusante, farces et attrapes et prestidigitation.
Elle est devenue ensuite la Maison  Mayette-Magie Moderne, spécialisée exclusivement en magie, qui a fêté son bicentenaire en 2008.